# Neritos patricki
Neritos patricki là một loài bướm đêm thuộc phân họ Arctiinae, họ Erebidae.